# Bogaczów (województwo dolnośląskie)
Bogaczów (przed 1945 r. Buschhäuser, w l. 1945–1965 Bogaczowice) – osada w Polsce położona w województwie dolnośląskim, w powiecie jaworskim, w gminie Męcinka, u wylotu doliny Błotnicy pod górą Górzec.
W latach 1975–1998 Bogaczów administracyjnie należał do województwa legnickiego. Miejscowość wchodzi w skład sołectwa Męcinka.
Miejscowość powstała prawdopodobnie w już XV w. jako osada drwali na obszarze Mniszego Lasu, wchodzącego w skład dóbr cystersów lubiąskich. Nigdy nie rozwinęła się, zachowując swój charakter do dziś. W Bogaczowie znajdują się jedynie cztery posesje – leśniczówka, siedziba leśnictwa oraz domy służby leśnej Nadleśnictwa Jawor.
W pobliżu leśniczówki rosną dwa cisy – pomniki przyrody o obwodach ok. 1,5 m i wysokości ok. 15 m.

## Turystyka
Po utworzeniu Parku Krajobrazowego Chełmy w 1992 r., doceniono walory krajobrazowe i ustronny charakter osady, a zarazem dobre położenie komunikacyjne (rozwidlenie mało uczęszczanych lokalnych szos – z Pomocnego do Męcinki i Chroślic oraz szlaków turystycznych), tworząc na jej obrzeżu miejsce wypoczynkowe. Przy wyjeździe z Bogaczowa w kierunku wsi Pomocne urządzono pole biwakowe i parking na śródleśnej łące w dolince meandrującego potoku Błotnicy.
Za parkingiem wytyczono po terenowej pętli ścieżkę zdrowia o urozmaiconym profilu (ok. 50 m różnicy wysokości), z 18. oznakowanymi stanowiskami do ćwiczeń.
W Bogaczowie krzyżują się szlaki turystyczne:
- Szlak Krawędziowy (znany również jako Szlak Brzeźny) ze Złotoryi do Bolkowa, którym można m.in. dojść na wierzchołek Górzca (445 m n.p.m.), oraz
- Szlak Kopaczy z Leszczyny do Drogi Kalwaryjskiej pod Górzcem, którym z Bogaczowa można dojść m.in. do pobliskiego zabytkowego parku i pałacu w Sichowie[6].